# 60 Wall Street
60 Wall Street (anteriormente JP Morgan Bank Building o Deutsche Bank Building) es un rascacielos de 55 pisos y 227,1 m de altura en Wall Street en el Distrito Financiero del Bajo Manhattan en la ciudad de Nueva York (Estados Unidos). La torre fue diseñada por Roche-Dinkeloo y construida originalmente para JP Morgan & Co. El diseño del edificio tenía la intención de adaptarse a su entorno con un aspecto posmoderno, neoclásico y de renacimiento griego. A 2021, 60 Wall Street es propiedad mayoritaria de GIC Singapur, con Paramount Group como propietario minoritario.
60 Wall Street fue diseñado con 1.7 de superficie construida. La base de cuatro pisos del edificio fue diseñada con columnas que se asemejan a arcadas arquitectónicas, mientras que los pisos superiores están revestidos de vidrio y piedra. Los ocho pisos debajo del techo a dos aguas tienen esquinas que se asemejan a columnas. La planta baja tiene un atrio público cerrado que conecta las entradas del edificio en las calles Wall y Pine, con plantas y una entrada al metro. Los pisos segundo a cuarto se diseñaron como pisos comerciales, mientras que los otros pisos fueron oficinas para JP Morgan & Co. y luego Deutsche Bank.
Lo que ahora es 60 Wall Street reemplazó varios edificios ocupados por Cities Service. El American International Group y el Bank of New York originalmente planearon una torre de oficinas de 60 pisos en el sitio en 1979, pero estos planes se abandonaron en 1982. Luego, el sitio fue adquirido por Park Tower Realty Company, quien lo vendió en 1985 a JP Morgan & Co. El proyecto se terminó en 1989, con JP Morgan ocupando todo el edificio. A partir de 2001, el edificio sirvió como la sede estadounidense del Deutsche Bank después de que el edificio del Deutsche Bank sufriera graves daños en los ataques del 11 de septiembre. Se anunció una renovación de 60 Wall Street en 2021 después de que Deutsche Bank anunciara su intención de mudarse.

## Sitio
60 Wall Street está en el distrito financiero del Bajo Manhattan en la ciudad de Nueva York. Ocupa el medio de una cuadra de la ciudad delimitada por Pine Street al norte, Pearl Street al este, Wall Street al sur y William Street al oeste. El terreno levemente irregular ocupa 4984.4 m², con un frente de 90,57 m en Wall Street y una profundidad de 59,36 m entre las calles Wall y Pine. Debajo del sitio de 60 Wall Street hay una capa de esquisto de Manhattan, que alcanza su punto máximo debajo del centro del sitio y desciende hacia el oeste y el este.
El edificio comparte la manzana con 48 Wall Street al oeste y 72 Wall Street al este. Otros edificios cercanos incluyen la Iglesia de Nuestra Señora de la Victoria, 56 Pine Street y Down Town Association al noroeste; 70 Pine Street al norte; One Wall Street Court al sureste; 63 Wall Street y 75 Wall Street al sur; y 55 Wall Street al suroeste.

### Edificios anteriores
Inmediatamente antes de la construcción de la torre actual por parte de Roche/Dinkeloo, el sitio tenía siete edificios del 52 al 70 de Wall Street. Varias de estas estructuras, junto con la vecina 70 Pine Street, tenían parte de la sede de la compañía petrolera Cities Service a mediados del siglo XX. En la estructura original en 60 Wall Street, había un puente peatonal que conectaba con 70 Pine Street, así como un túnel al mismo edificio.  Para ahorrar dinero, Cities Service demolió todas las propiedades que componían el sitio (excepto 52 Wall Street) en 1974, cuando la empresa trasladó su sede a Tulsa, Oklahoma.
El edificio más occidental del sitio era un edificio de oficinas de alrededor de 33 pisos en 52 Wall Street.  Había sido diseñado por McKim, Mead & White para National City Bank Corporation y desarrollado en 1927. Inmediatamente al este estaba el edificio en 54 Wall Street, un edificio de oficinas de nueve pisos y 35 m de altura terminado en 1886 y propiedad de Central Trust Company of New York. El lote adyacente en 56 Wall Street era un edificio de oficinas de cinco pisos, que a su vez constaba de dos estructuras de oficinas desarrolladas antes de 1857.
El edificio original con la dirección 60 Wall Street era un edificio de oficinas de 105 m, completado alrededor de 1905. Diseñado por Clinton & Russell para la Corporación Bancaria Internacional, tenía veintiséis pisos en Pine Street  y catorce en Wall Street. El siguiente edificio hacia el este era un edificio de oficinas de 11 pisos en 64–66 Wall Street, desarrollado en 1907. Ese edificio tenía una adición de tres pisos en 68 Wall Street, diseñada por McKim, Mead & White en 1917. El edificio más al este era un edificio de 12 pisos y 49 m de altura en 70 Wall Street, desarrollada en 1927. El número 70 se había desarrollado para el Commercial Exchange Bank, pero en su lugar estaba ocupado por el Municipal Bank of Brooklyn.

## Arquitectura
60 Wall Street, también conocido anteriormente como JP Morgan Bank Building o Deutsche Bank Building, fue diseñado por Roche-Dinkeloo con 160 000 m2. Según The Skyscraper Center y Emporis, el edificio tiene 55 pisos  y 227 m de altura. El contratista general fue Tishman Realty & Construction, mientras que el contratista de acero fue Frankel Steel, una subsidiaria de la empresa canadiense Harris Steel Group Inc. WSP Cantor Seinuk fue el ingeniero estructural.

### Forma y fachada

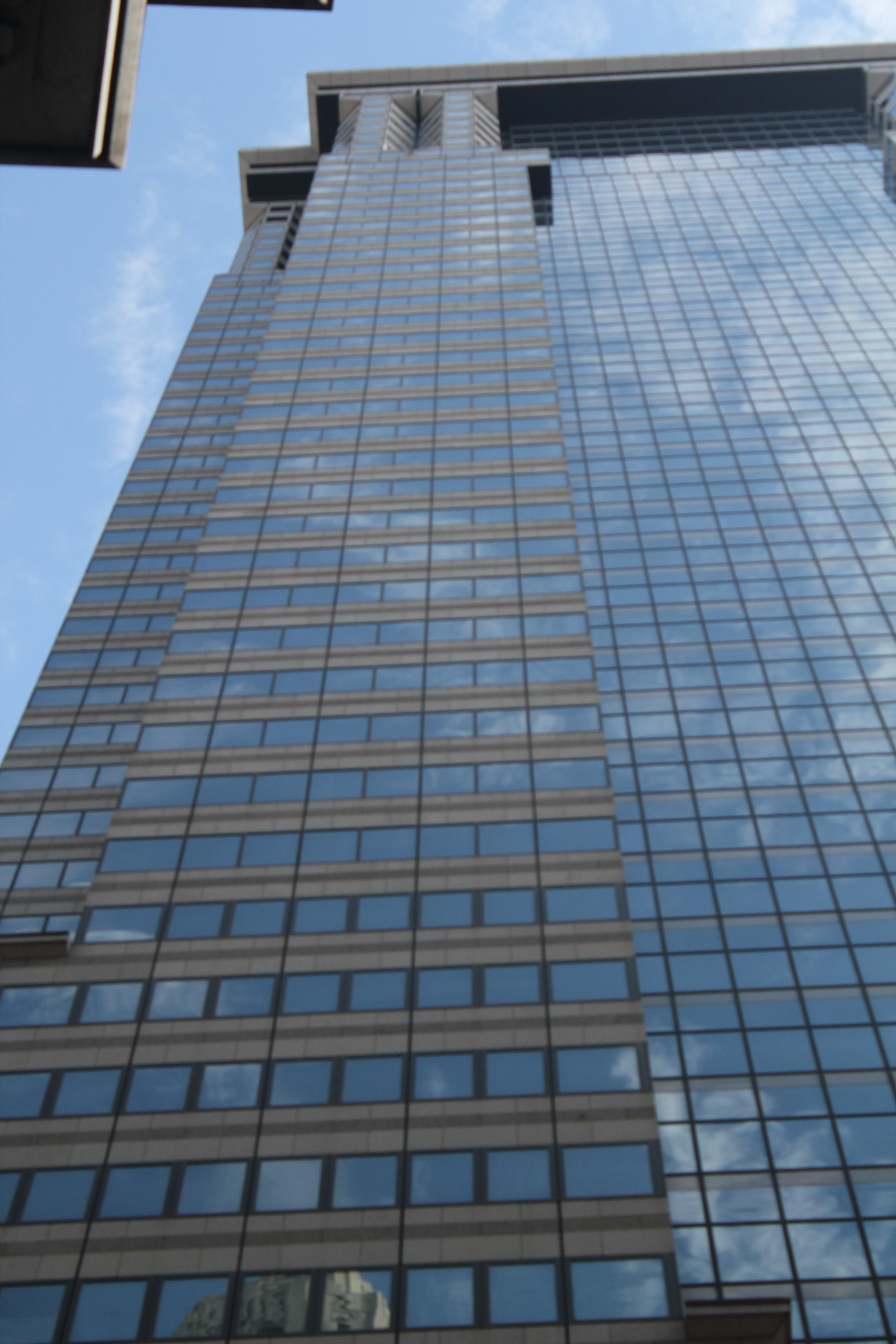
Detalle de ventanas en pisos superiores

60 Wall Street está diseñado para adaptarse a su entorno con un renacimiento griego posmoderno y un aspecto neoclásico para enfatizar tanto la altura como el tamaño. La base del edificio tiene cuatro pisos de altura. La base consta de arcadas con columnas pareadas en las calles Wall y Pine, una referencia al 55 de Wall Street al sur. las columnas tienen 21 m de altura. Según Kevin Roche de Roche-Dinkeloo, el diseño fue "la idea de la columna [...] utilizada de manera esquemática para articular la forma del fuste del edificio". El diseño de las cornisas de los edificios adyacentes también influyó en la colocación de una cornisa sobre la base. En 2021, se contrató a Kohn Pedersen Fox (KPF) para rediseñar la base del edificio con un pórtico y ventanas de triple altura con vista al atrio de la planta baja.
En los pisos por encima de la base, las esquinas de 60 Wall Street tienen muescas hacia adentro. Las muescas están diseñadas en un patrón similar al de las columnas en la base, con tiras alternas de ventanas de cinta y paneles de muro cortina para parecerse a pilastras con bandas. La parte central de cada fachada está hecha de vidrio con bandas horizontales de granito verde y rosa. Los exteriores están diseñados con marcos de armadura de acero curvos detrás de las finas capas de piedra. Las esquinas de los ocho pisos debajo del techo, a partir del piso 42, están dispuestas para que parezcan columnas similares a las de la base. Según el escritor de arquitectura Robert AM Stern, las esquinas "reforzaron visualmente las esquinas de la torre".
60 Wall Street tiene un techo a cuatro aguas, diseñado como una variación de un techo piramidal. El techo está revestido de cobre y tiene 12 m de altura. Según un vicepresidente del desarrollador del edificio Park Tower Realty Corporation, "una parte superior distintiva marca una diferencia sustancial como parte de un buen edificio". En enero de 2012, Deutsche Bank instaló un sistema solar fotovoltaico (PV) de 122,4 kW en el techo para reducir las emisiones de carbono en 100 toneladas métricas por año. El sistema es el conjunto de paneles solares fotovoltaicos más grande de Manhattan.

### Características
60 Wall Street está diseñado con 1.5 de superficie alquilable. Antes de que se desarrollara 60 Wall Street, el sitio se dividió en zonas para permitir solo un edificio de 74 780 m² "a la derecha", asumiendo una relación de área de piso de 15. Para la construcción del edificio, Park Tower Realty compró más de 33 700 m² de los derechos aéreos del vecino 55 Wall Street de Citibank. El proyecto también recibió una bonificación de 13 460 m² para un espacio peatonal cubierto y 1490 m² para arcadas públicas en las calles Wall y Pine. 60 Wall Street también recibió una asignación de 8240 m² para espacios mecánicos. Esto llevó el área bruta del piso a aproximadamente 146 000 m². Como parte del programa Liderazgo en Energía y Diseño Ambiental (LEED), la torre tiene características de diseño destinadas a cumplir con los estándares de construcción ecológica, lo que le permitió recibir una certificación LEED Gold.

#### Atrio

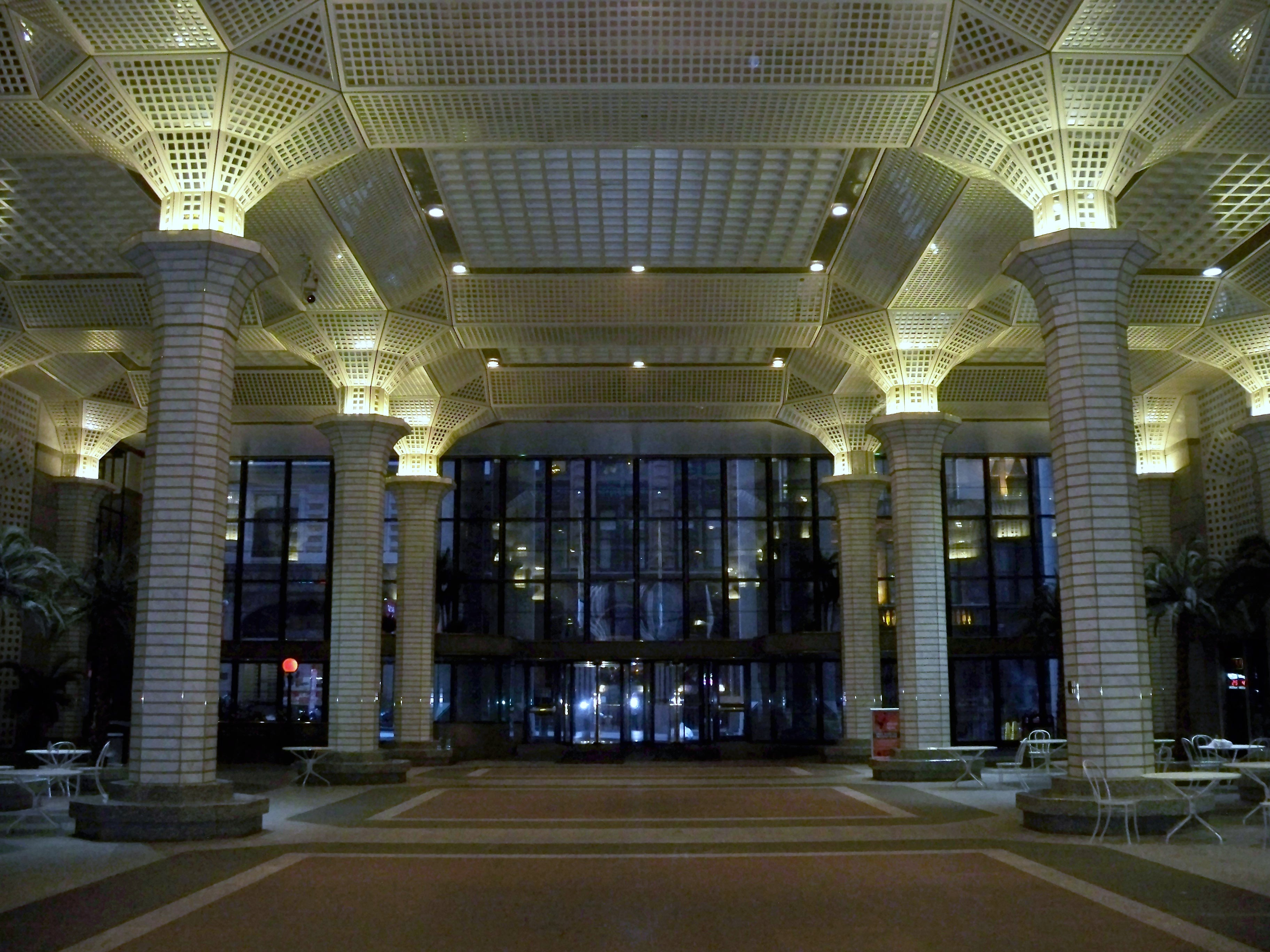
Atrio en 60 Wall Street

La planta baja tiene un atrio público cerrado de 9.1 m de altura y 53 m de largo. El atrio cubre 219 m² y se incluyó a cambio de más área interior en los pisos superiores. El espacio ajardinado está diseñado con plantas de temporada. Cuando se diseñó el edificio, Roche había rechazado la idea de un atrio al aire libre, tanto porque sentía que perturbaría el "muro de la calle" de fachadas de piedra de Wall Street como porque creía que estaba demasiado cerca de la plaza cercana en Chase Manhattan. plaza
El atrio está decorado en gran parte con materiales blancos, incluidas baldosas de mármol con forma de ladrillos. El espacio está dividido por diez columnas octogonales blancas rematadas por capiteles abocinados, que sostienen un techo enrejado originalmente decorado con madera y espejos. Roche había utilizado previamente este motivo en el Ambassador Hotel en United Nations Plaza. Las bases de cada columna tienen repisas para sentarse, y se colocan sillas y mesas móviles en el resto del espacio. Un pasaje peatonal atraviesa el centro del atrio. El muro occidental del espacio tiene esculturas de piedra con chorros de agua y jardineras debajo. El muro este tiene escaparates, con baños y la entrada de la oficina cerca de la esquina noreste. Los muros son de granito sillería con granito verde y mármol blanco. La esquina noroeste del vestíbulo tiene una entrada de tiempo parcial a la estación de metro de Wall Street, sirviendo a los 2 del metro de la ciudad de Nueva York..
Según Jerold Kayden, quien escribió sobre el edificio en 2000, el atrio "asume diferentes personalidades" durante diferentes momentos del día. Kayden escribió que el atrio se usaba mucho durante las horas pico por los viajeros del metro y se usaba menos durante la hora del almuerzo; durante el resto del día, el atrio fue "usado pero nunca en exceso", con clientes que iban desde personas sin hogar hasta empleados y mensajeros en bicicleta. Para 2021, KPF estaba rediseñando el atrio con un "muro verde" de 30 m de altura, una claraboya y una entrada de metro más amplia. Se crearían nuevas áreas para comer y se instalarían nuevos asientos. De acuerdo con las representaciones del diseño, el atrio y el vestíbulo también contendrían mármol marrón y blanco, así como accesorios de iluminación especialmente diseñados.

#### Otros cuentos
Los tres pisos en la base, que flanquean el vestíbulo, cubren 4800 m² cada uno. En los pisos segundo a cuarto hay espacios sin columnas para el comercio. Estos fueron diseñados para el ocupante original del edificio, el banco JP Morgan & Co. Además, JP Morgan agregó comedores ornamentados para poder ofrecer almuerzos gratuitos a sus empleados. También se instalaron dos centros de procesamiento de datos en el edificio para JP Morgan.
Las oficinas de JP Morgan fueron diseñadas originalmente por Gensler Associates. Desde la inauguración del edificio, los sistemas informáticos de JP Morgan fueron atendidos por 4000 km de cable, una gran parte del cual era cable de fibra óptica. En cada piso, las esquinas tenían oficinas privadas, mientras que el resto del perímetro no estaba obstruido, lo que permitía que los interiores de cada piso estuvieran iluminados por la luz del sol. La mayoría de los espacios de trabajo se diseñaron como cubículos de tamaño similar. Aunque a los jefes de departamento se les asignaron oficinas, su mobiliario estaba estandarizado y el tamaño de sus oficinas era similar. Las oficinas ejecutivas de los gerentes senior, el presidente y el director ejecutivo de JP Morgan estaban en el piso 20 del edificio de 55 pisos; esta fue una elección intencional de sus ejecutivos que querían que sus empleados estuvieran "distribuidos equitativamente a su alrededor". Mancini Duffy diseñó los muebles para JP Morgan en 60 Wall Street.
Deutsche Bank se mudó al edificio en 2001 y volvió a contratar a Gensler en 2016 para rediseñar el espacio de oficinas. Las renovaciones de Gensler incluyeron la demolición de algunas paredes interiores, el reemplazo de escritorios para permitir una mejor comunicación entre los trabajadores y la reubicación de los pasillos para crear un mejor acceso a las escaleras.

## Historia
Cities Service había completado el vecino 70 Pine Street en 1932 y lo ocupó hasta 1975, después de lo cual ese edificio fue adquirido por American International Group (AIG). Mientras tanto, el Banco de Nueva York (BNY) había ocupado el edificio adyacente en 48 Wall Street desde que se completó en 1929, aunque BNY había mantenido una oficina en ese sitio desde 1797. Después de que los sitios del 54 al 70 de Wall Street fueran nivelados en 1974, el lote baldío se consideró como una ubicación para la Bolsa de Valores Estadounidense y la Bolsa de Valores de Nueva York, aunque ninguna de las dos propuestas sucedió. AIG y BNY poseían conjuntamente 52 Wall Street, y solo AIG era propietaria del estacionamiento en 54–70 Wall Street. A fines de la década de 1970, se planificaron varios edificios de oficinas importantes para el distrito financiero.

#### Primeros planes

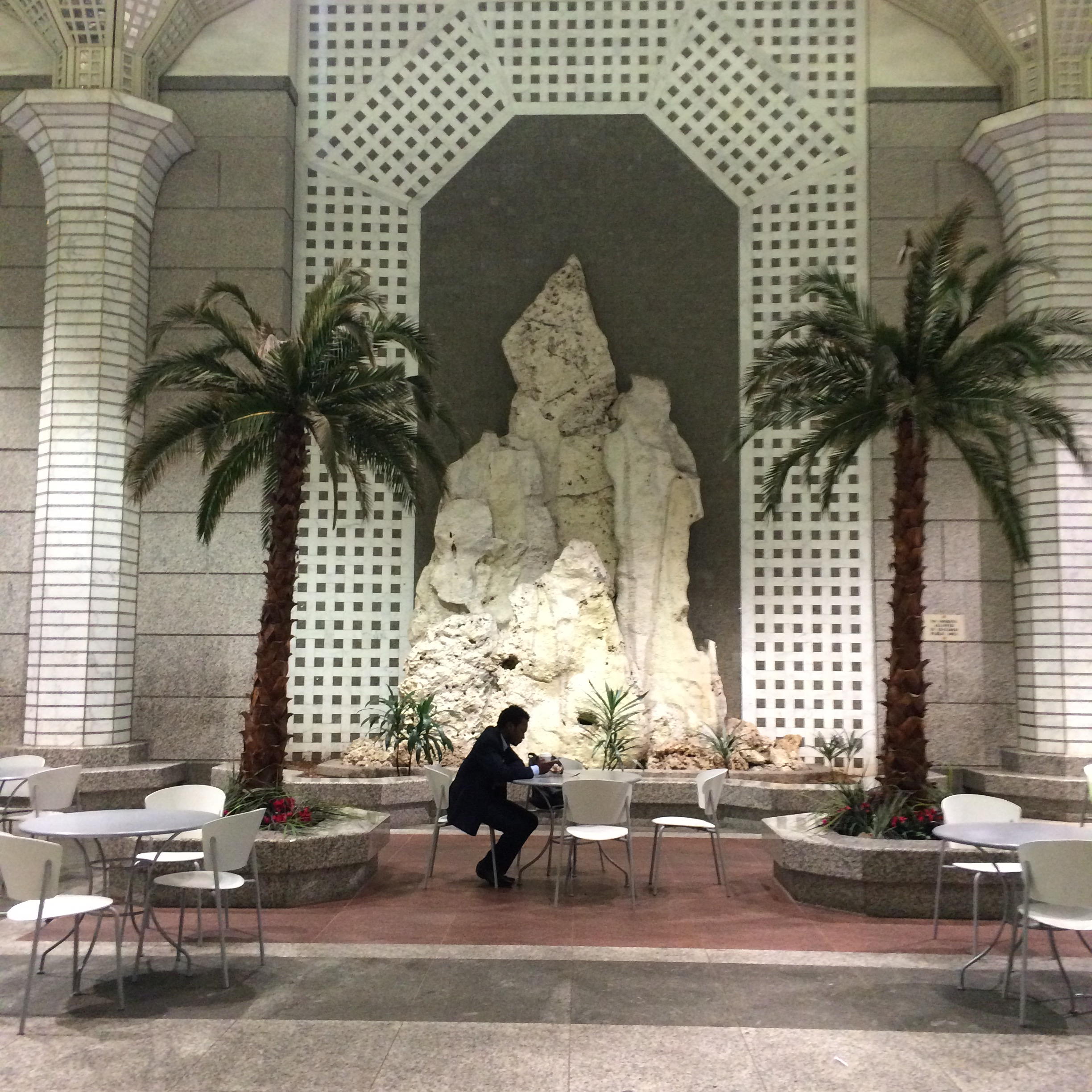
Fuente en el atrio

A fines de 1979, AIG y BNY estaban planeando un edificio de oficinas para reemplazar el estacionamiento y los números 48 y 52 de Wall Street. El edificio habría tenido 60 pisos de altura con 1.6 o 1.7, con un costo propuesto de $450 millones. AIG contrató a Welton Becket & Associates, que diseñó un plan para el sitio, mientras que BNY contrató a John Carl Warnecke, que diseñó dos planes. El plan de Welton Becket requería preservar algunos de los pisos inferiores en 48 Wall Street en una torre en forma de losa. Uno de los planes de Warnecke requería una torre cuadrada girada sobre su eje, con un techo inclinado, que fue apodada "Son of Citicorp" en honor al Citicorp Center. El otro plan de Warnecke era "Son of 30 Rockefeller Plaza ", que consistía en una torre más alta para AIG y una torre más corta para BNY que se elevaban desde una sola base. Si bien ni 48 ni 52 Wall Street se habrían conservado, los pisos inferiores de 48 Wall Street probablemente se habrían incorporado a las nuevas torres.
Una de las dos estructuras en el sitio, 52 Wall Street, estaba siendo demolida en 1981. Un trabajador murió por la caída de una viga de acero durante la demolición de 52 Wall Street. BNY había comprado la participación de AIG en el sitio para entonces, y hubo pocas objeciones públicas a la demolición de 52 Wall Street. Incluso la demolición propuesta de 48 Wall Street, un edificio arquitectónicamente distinguido con ornamentación de águilas, no generó preocupaciones. Para reducir el costo de la nueva sede, BNY solicitó a la Junta de Incentivos Comerciales Industriales de la ciudad una reducción de impuestos de $22 millones en enero de 1982. En la solicitud del banco, el vicealcalde John Zuccotti dijo que el lote baldío "ha sido una vergüenza para la ciudad durante mucho tiempo" y que "el Banco de Nueva York tiene la oportunidad de luchar" para revitalizar el vecindario si se le otorga la reducción de impuestos. En ese momento, el lote se estaba utilizando para negocios de drogas.
Después de las protestas del senador del estado de Nueva York, Franz S. Leichter, y la concejal de la ciudad de Nueva York, Ruth Messinger, la junta rechazó la solicitud de reducción de impuestos de BNY en febrero de 1982. La negativa fue un cambio de rutina para la junta, que anteriormente había distribuido grandes exenciones de impuestos a AT&T e IBM para el desarrollo de nuevos edificios para estimular la economía de la ciudad. BNY había indicado que, si no se le otorgaba una exención fiscal, construiría una estructura más pequeña. En agosto de 1982, los lotes de 52 y 60 Wall Street estaban a la venta. El mes siguiente, BNY indicó que planeaba permanecer en 48 Wall Street y un edificio vecino en 46 William Street en lugar de desarrollar los lotes baldíos. Los sitios despejados cubrieron colectivamente 4900 m².

#### Park Tower Realty
En abril de 1983, BNY había firmado un contrato para vender el sitio a George Klein, director de Park Tower Realty Company. El sitio podría albergar a 74 780 m² sin ninguna modificación, pero el desarrollador podría adquirir derechos de aire y realizar mejoras en la estación de metro circundante para aumentar el tamaño de la torre. La venta se produjo a pesar de una ligera caída en el mercado de oficinas de la ciudad de Nueva York. Ese septiembre, BNY vendió los lotes a Park Tower Realty, que planeó una torre de oficinas de 60 pisos y 160 000 m² con entrada de metro, cochera y espacio para sistemas de cómputo. Aunque no se seleccionó un arquitecto, el desarrollador había planeado que la construcción comenzara en 1984 y se completara en 1986. El vicepresidente de Park Tower, Neil Klarfeld, dijo: "Sixty Wall Street será un edificio del siglo XXI, pero su diseño será compatible con las estructuras emblemáticas que lo rodean".
Roche y Dinkeloo fueron seleccionados como arquitectos del edificio en 1984. Superaron al arquitecto Helmut Jahn, que había presentado tres diseños para el edificio propuesto: uno para un obelisco, un eje de piedra y una columna que recuerda la entrada de Adolf Loos en el concurso Tribune Tower de 1922. Para aumentar la altura de 60 Wall Street, Park Tower propuso comprar derechos aéreos sobre 55 Wall Street, un punto de referencia de la ciudad de Nueva York. La Comisión de Preservación de Monumentos Históricos de la Ciudad de Nueva York necesitaba aprobar cualquier modificación importante con respecto a 55 Wall Street; en marzo de 1984, la comisión aprobó por unanimidad la transferencia de los derechos aéreos. Poco después, la Junta Comunitaria 1 de Manhattan también aprobó por unanimidad los bonos en una votación consultiva. El vicecomisionado de la Comisión de Planificación de la Ciudad de Nueva York, Martin Gallent, se opuso a las bonificaciones. La comisión en su conjunto apoyó las bonificaciones, solicitando únicamente que el estacionamiento propuesto para el edificio se reduzca de 197 a 125 lugares de estacionamiento.
A principios de 1985, el sitio había estado completamente vacío durante tres años; Park Tower Realty culpó de los retrasos al proceso de permisos de construcción de la ciudad. El lote baldío ni siquiera se usaba para estacionamiento, lo que al menos generaría algunos ingresos. Ese septiembre, JP Morgan & Co. anunció que compraría y ocuparía por completo la torre propuesta, con Park Tower como desarrollador. La compañía había amenazado anteriormente con trasladar su sede a Delaware para ahorrar dinero, luego de un intento fallido de comprar 7 World Trade Center, pero aparentemente decidió quedarse en la ciudad de Nueva York luego de cambios en las regulaciones fiscales de la ciudad y el estado. A diferencia de BNY antes, JP Morgan recibió una importante exención de impuestos para 60 Wall Street. La medida consolidaría el espacio de JP Morgan de seis edificios a tres; la compañía también ocuparía 30 West Broadway y 23 Wall Street. Esto convirtió a JP Morgan en una de varias firmas financieras en arrendar grandes cantidades de espacios en edificios del bajo Manhattan. JP Morgan indicó que la construcción comenzaría dentro de los seis meses posteriores a su arrendamiento; Se proyectó que el edificio costaría $550 millones.

### Construcción y primeros años (JP Morgan)

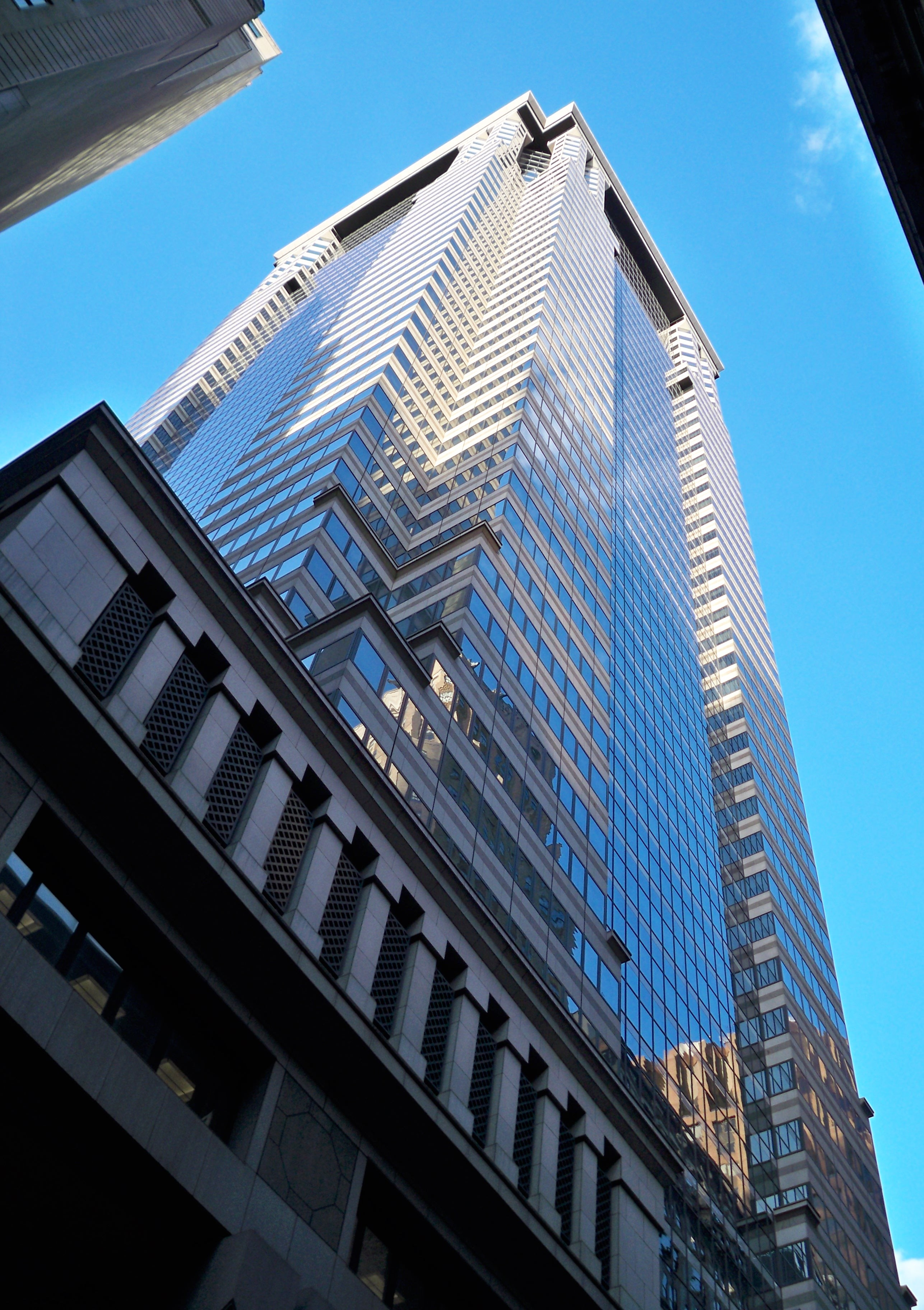
Visto desde el nivel de la calle

Para adaptarse a sus necesidades, JP Morgan diseñó sus oficinas a la medida con equipos informáticos y de comunicaciones avanzados. El banco creó pisos comerciales en la base y eliminó un piso de los planos originales, aumentando ligeramente todas las demás alturas de los techos para compensar el piso faltante. Se agregaron comedores para que JP Morgan pudiera brindar almuerzos de cortesía a los empleados. La forma exterior y el atrio del edificio no se modificaron, por lo que no se requirió una revisión adicional por parte del gobierno de la ciudad. Esto aceleró el proyecto en aproximadamente tres años, ya que las diversas agencias de la ciudad no necesitaban revisar la elegibilidad de las bonificaciones de zonificación que se aplicaron al edificio. El contratista de acero Frankel Steel y Steel Structures Corporation fueron contratados conjuntamente para fabricar el acero a mediados de 1986, y Steel Structures Erection Inc. fue contratado para erigir la estructura de acero.
En mayo de 1988, JP Morgan recibió $400 millones en financiamiento para el proyecto de Dai-ichi Life. Además de una tasa de interés anual del 7 %, la financiación también otorgó a Dai-ichi Life una función de supervisión en la gestión del edificio y la opción en 20 años de convertir la deuda en una participación accionaria del 49 %. A principios de 1989, JP Morgan planeaba trasladar hasta 3500 empleados a 60 Wall Street, aunque 3500 empleados adicionales trabajarían en otro lugar. Ese año, la sede de JP Morgan se trasladó oficialmente del 23 al 60 de Wall Street. A finales de año, el 70 % de los empleados de JP Morgan se habían mudado al 60 de Wall Street. Tras la finalización de 60 Wall Street, JP Morgan ocupó todos los pisos de oficinas para sí mismo. El atrio tenía varias tiendas, incluida una tienda de ropa y un restaurante llamado Neuchatel. Con una factura de impuestos de $17,7 millones para 60 Wall Street en 1992, el banco pagó algunos de los impuestos a la propiedad más altos de la ciudad de Nueva York ese año.
A diferencia de muchas firmas financieras de la época, JP Morgan tenía personal de apoyo que trabajaba cerca de ejecutivos y comerciantes en el mismo edificio, a saber, 60 Wall Street. Para permitir la instalación del equipo informático avanzado de JP Morgan, casi 1000 empleados fueron reubicados al menos una vez durante el primer año de funcionamiento del edificio. Se abrió un centro de operaciones en Staten Island para proporcionar redundancia en caso de que las 60 salas de negociación de Wall Street resultaran dañadas o destruidas.  Aunque JP Morgan tenía centros de datos en Delaware y en el sótano de 60 Wall Street, no era tan avanzado tecnológicamente en comparación con las empresas no bancarias.  Después de que JP Morgan se fusionara con Chase Manhattan Bank en 2000 para convertirse en JPMorgan Chase, el banco anunció que se mudaría de 60 Wall Street a 277 Park Avenue, junto a la sede actual de Chase Manhattan Bank en 270 Park Avenue.

### Deutsche Bank
JPMorgan Chase vendió 60 Wall Street a Deutsche Bank en abril de 2001 por 600 millones de dólares. Después de que el edificio cercano de Deutsche Bank en 130 Liberty Street sufriera graves daños durante los ataques del 11 de septiembre más tarde ese año, Deutsche Bank trasladó a unos 5500 empleados a 60 Wall Street. JPMorgan Chase había propuesto originalmente trasladarse a Park Avenue a principios de 2002, pero el daño al edificio de Deutsche Bank requirió que Deutsche Bank ocupara su nuevo espacio de inmediato.  Para atraer visitantes al bajo Manhattan después de los ataques del 11 de septiembre, la organización sin fines de lucro Wall Street Rising organizó exhibiciones de arte en 60 Wall Street y varios otros edificios en el área a mediados de 2002. Wall Street Rising también convenció a Deutsche Bank de iluminar 60 Wall Street por la noche.

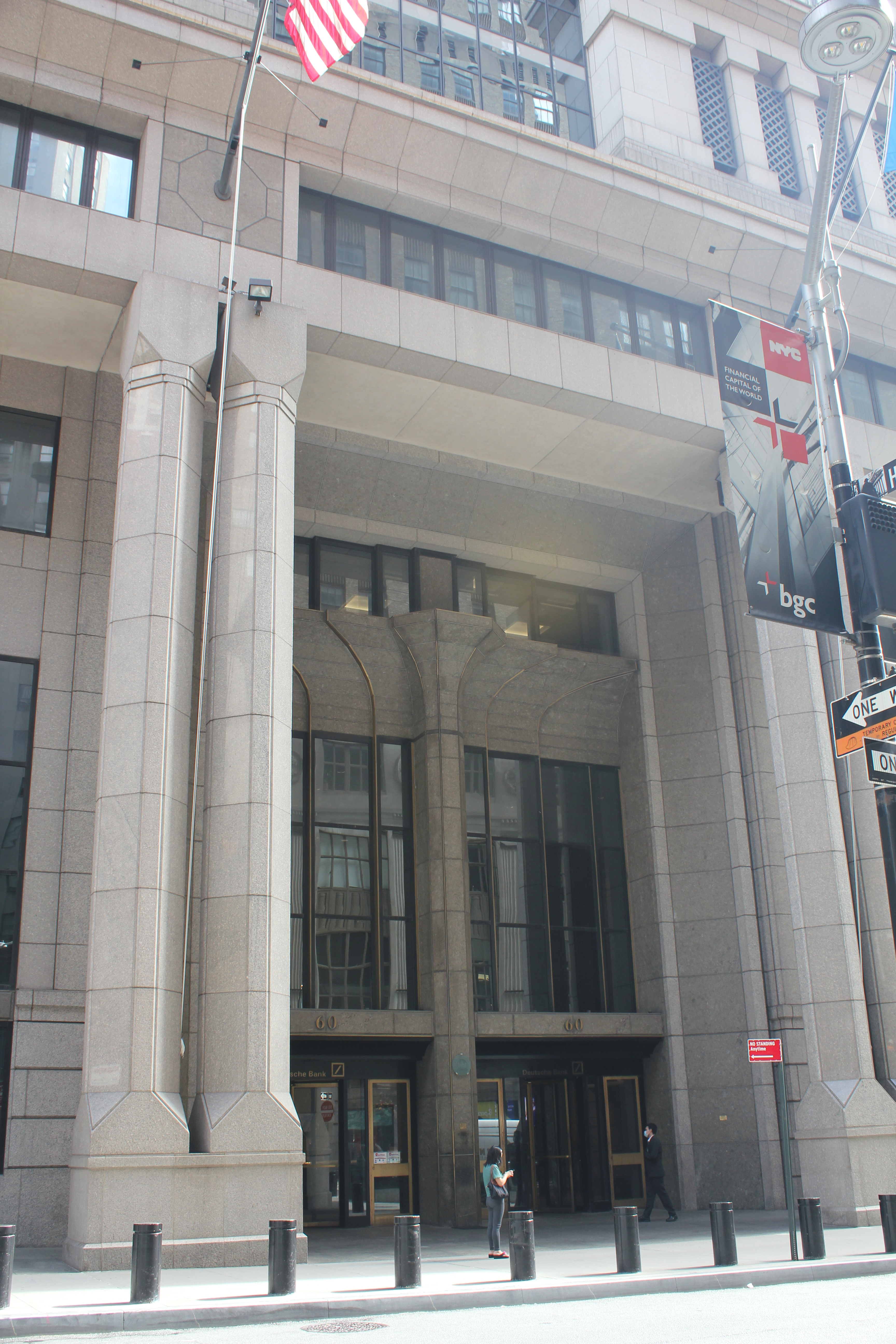
Entrada a 60 Wall Street

Durante algún tiempo después de los ataques, Deutsche Bank contempló arrendar 60 Wall Street a otras empresas antes de comprometerse a utilizar el espacio como su sede en diciembre de 2002. El anuncio se produjo en parte después de que el banco recibiera una subvención del gobierno de 34,5 millones de dólares para permanecer en el Bajo Manhattan. Deutsche Bank fue el único inquilino durante varios años cuando, en octubre de 2006, puso a la venta el edificio. El banco planeaba arrendar todo el edificio por 15 años más bajo un acuerdo de venta y arrendamiento posterior. A finales de 2006, el banco había encontrado un comprador que estaba dispuesto a pagar 1200 millones de dólares. El comprador, Paramount Group, finalizó su compra en mayo de 2007 por más de 1200 millones de dólares. La venta representó una valoración de 7930/m², luego una tasa récord para el espacio de oficinas de Manhattan.
El atrio fue un lugar de actividad de Occupy Wall Street durante la ocupación de protesta del cercano Parque Zuccotti a fines de 2011, con organizadores de protestas que celebraban reuniones en el atrio. Las protestas llevaron a los propietarios de 60 Wall Street a modificar las reglas del atrio para prohibir la holgazanería. El sistema fotovoltaico en el techo se instaló al año siguiente. Para 2014, Deutsche Bank estaba considerando mudarse a otro edificio con al menos 1, además de permanecer en el 60 de Wall Street y renovar dicho espacio. En 2016, Deutsche Bank contrató a Gensler para rediseñar las oficinas del edificio para crear un espacio más abierto. En 2017, Paramount vendió una participación del 95 % en la propiedad de 60 Wall Street al fondo de riqueza de Singapur GIC por $1,04 mil millones; la venta valoró la torre en $1.1 mil millones. Paramount continuó poseyendo el 5 % de la torre. El prestamista alemán Aareal Bank proporcionó a GIC 575 millones de dólares para la adquisición.

### Renovación de 2020
En mayo de 2018, Deutsche Bank anunció que abandonaría 60 Wall Street y pasaría a 1.1 en lo que entonces se conocía como Time Warner Center, en Columbus Circle, para 2021. Después de que se anunciara la reubicación, el propietario del edificio contrató a CBRE Group para comercializar el espacio de oficinas, ya que el edificio quedaría completamente vacío después de la mudanza. En julio de 2019, Deutsche Bank retiró un tríptico del artista alemán Gerhard Richter del vestíbulo del edificio. La obra, valorada en hasta 30 millones de dólares, fue reemplazada por obras de artistas más jóvenes, incluidos dibujos del artista nigeriano Ruby Onyinyechi Amanze.
Paramount Group anunció una renovación del edificio de $250 millones en 2021, que será diseñada por KPF. La renovación comenzaría a mediados de 2022 después de que Deutsche Bank terminara de mudarse al Time Warner Center a fines de 2021. Los planes incluían reemplazar la fachada de la base y rediseñar el atrio. Además, los sistemas de ventilación de los pisos de oficinas se actualizarían con sistemas de filtración MERV 15; esto se incluyó como medida higiénica tras el inicio de la pandemia de COVID-19 en la ciudad de Nueva York durante 2020. Los empleados del banco estaban siendo reubicados en julio de 2021.

## Recepción

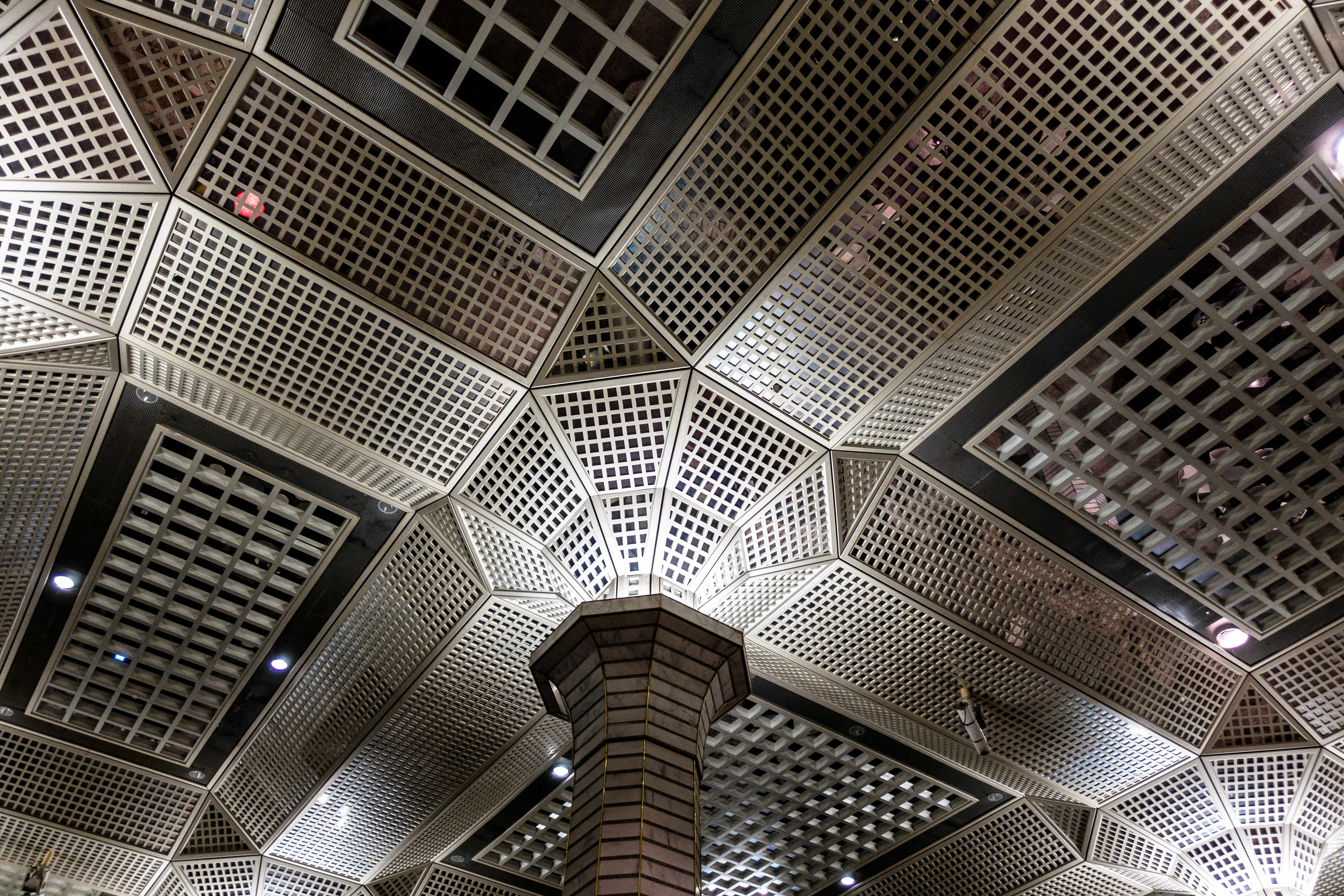
Detalle del techo del atrio

Cuando se estaba planificando el edificio, Paul Goldberger escribió para The New York Times que 60 Wall Street se encontraba entre varios edificios modernistas que se estaban desarrollando simultáneamente con "una fuerte tendencia a utilizar la forma histórica". Goldberger criticó el diseño de Roche como "un sitio demasiado reducido, en realidad, para aceptar adecuadamente un edificio muy grande", pero dijo que, "a una escala muy grande, es difícil imaginar un esquema mucho mejor que el del Sr. Roche". Carter Wiseman de la revista New York expresó aún menos confianza en el diseño y dijo que el diseño de "columna clásica" de Roche es "demasiado obvio para ser interesante por mucho tiempo". Tanto Goldberger como Wiseman consideraron que 60 Wall Street y la contemporánea Park Avenue Tower, diseñada por el mismo desarrollador, eran estructuras falsamente clásicas en medio de sus respectivos bloques de la ciudad.
Cuando se completó 60 Wall Street, The Wall Street Journal dijo que el "exterior llamativo" de 60 Wall Street contrastaba con la típica "imagen conservadora de Morgan", la última de las cuales se ejemplifica en el exterior de piedra de 23 Wall Street. Goldberger dio a entender que el edificio podía "revitalizar la forma histórica con un significado moderno". Goldberger mantuvo la opinión relativamente impopular de que 60 Wall Street se había colado entre 40 Wall Street y 70 Pine Street, que consideraba "dos de los rascacielos más célebres de la última edad de oro del horizonte del bajo Manhattan". La quinta edición de la Guía AIA de la ciudad de Nueva York describió el edificio como "un armatoste, fuera de sintonía con los rascacielos de esbeltas agujas enfriados por aire que se encuentran cerca".